# Ozimops loriae
Ozimops loriae — вид кажанів родини молосових. Цей маловідомий вид був записаний в прибережних районах Папуа Нової Гвінеї і північній Австралії (Західна Австралія, Квінсленд і Північна територія). Висота проживання варіюється від рівня моря до 100 м над рівнем моря.